# Карелия
Каре́лия, или Респу́блика Каре́лия (карел. Karjalan tašavalta, лив.-карел. Karjalan tazavaldu, фин. Karjalan tasavalta, вепс. Karjalan Tazovaldkund), или Ка́рьяла, — субъект Российской Федерации, республика в её составе. Входит в состав Северо-Западного федерального округа, является частью Северного экономического района.
Столица — город Петрозаводск. Западная граница Карелии является частью государственной границы Российской Федерации и Финляндии. На востоке Карелия граничит с Архангельской областью, на юге — с Вологодской и Ленинградской областями, на севере — с Мурманской областью.
Республика была образована 8 июня 1920 года как Карельская трудовая коммуна, 25 июля 1923 года преобразована в Автономную Карельскую Социалистическую Советскую Республику в составе РСФСР (с 5 декабря 1936 года — Карельская Автономная Советская Социалистическая Республика). 31 марта 1940 года постановлением Верховного Совета СССР переименована в Карело-Финскую ССР и выведена из состава РСФСР. С 16 июля 1956 года вновь Карельская АССР в составе РСФСР. 9 августа 1990 года Верховный совет республики принял Декларацию о государственном суверенитете, а 13 ноября 1991 года установил её современное название — Республика Карелия.
Население на 2025 г. — около 518 644 чел. Государственный язык — русский. Языки, пользующиеся государственной поддержкой в республике: карельский, финский и вепсский (не являются государственными языками республики ввиду отсутствия алфавита на кириллической основе, однако государственные документы на них могут издаваться).

## Происхождение названия
Происхождение названия республики — Karjala — окончательно не установлено, однако предполагается, что оно может происходить от прото-финского слова *karja — «скот», заимствованного из прагерманского *harjaz («войско, армия»); окончание -la означает «земля» (ср. Калевала, Похьёла).
По другому предположению, слово происходит от балтийского гарья — «гора».

## Природа

### География
Республика Карелия расположена в Северной Европе, в северо-западной части России, омывается Белым морем на северо-востоке. С севера на юг протяжённость составляет 660 км, а с запада на восток — 424 км.
Основной рельеф республики — холмистая равнина, переходящая на западе в Западно-Карельскую возвышенность. Ледник, отступая на север, сильно изменил рельеф Карелии — появились во множестве моренные гряды, озы, камы, озёрные котловины.
Высочайшая точка Республики Карелия — гора Нуорунен.

### Часовой пояс
Республика Карелия находится в часовом поясе, обозначаемом по международному стандарту как Moscow Time Zone (MSK). Смещение относительно Всемирного координированного времени UTC составляет +3:00.

### Климат
Карельская погода изменчива. Климат мягкий, с большим количеством осадков, меняющийся на территории Карелии от морского к умеренно континентальному. Зима снежная, прохладная, но обычно без сильных морозов; если морозы наступают, то только на несколько дней. Лето непродолжительное и тёплое, с большим количеством осадков. Даже в июне в республике иногда бывают заморозки (крайне редко). Жара бывает редко и наступает на две-три недели по южным районам, но из-за высокой влажности она ощутима и при 20 °C. В северных районах жара бывает крайне редко и длится не более нескольких дней.
|              |      |
| Петрозаводск | Кемь |

### Геология
Ресурсы недр Карелии включают:
- 558 разведанных месторождений[20];
- 31 вид твёрдых полезных ископаемых;
- 386 торфяных месторождений;
- 14 месторождений подземных вод хозяйственно-питьевого назначения;
- 2 месторождения минеральных вод (например, источники в посёлке Марциальные Воды);
- 10 официально признанных и свыше 200 учтённых геологических памятников.

Основные полезные ископаемые: железная руда, титан, ванадий, молибден, благородные металлы, алмазы, слюда, строительные материалы (граниты, диабазы, мраморы), керамическое сырьё (пегматиты, шпат), апатит-карбонатные руды, щелочной амфибол-асбест.
На 1 сентября 2004 г. распределённый фонд недр в Республике Карелия включал 606 действующих лицензий: на драгоценные металлы и алмазы — 14, твёрдые необщераспространённые полезные ископаемые — 16, блочный камень — 94, строительный камень для производства щебня — 76, другие общераспространённые полезные ископаемые (в основном песчано-гравийные материалы) — 286, подземные воды — 120.
На баланс поставлено более 600 месторождений. Из них 378 — торф, 77 — песчано-гравийный материал, 38 — природный облицовочный камень, 34 — строительный камень, 27 — мусковит листовой, 26 — полевошпатовое сырьё, 21 — пески строительные, 13 — подземные воды, 9 — молочно-белый кварц, 8 — рудное сырьё (железные руды, ванадий, олово, молибден), 8 — глины, 7 — мусковит мелкоразмерный, 3 — кианитовые руды, 7 — минеральные краски, 4 — серно-колчеданные руды, 3 — сырьё для минеральной ваты, 1 — шунгит, 1 — сырьё для каменного литья, 1 — кварцит, 1 — доломиты для металлургии, 1 — тальковый камень.
На 47 предприятиях горнопромышленного комплекса в 2004 году осуществлялась добыча железных руд (более 21 млн т), строительного камня для производства щебня (4,5 млн м³), блоков из природного камня для производства облицовочных и ритуальных изделий (около 20 тыс. м³), высокоуглеродистых шунгитовых пород (около 50 тыс. т), кварц-полевошпатового сырья (10 тыс. т), песка и песчано-гравийных материалов (более 1 млн м³), а также шунгитсодержащих сланцев, глин для производства кирпича, торфа, подземных вод в ограниченных количествах.
Нераспределённый фонд недр составляют предварительно или частично изученные проявления полезных ископаемых (более 2,5 тыс. объектов), а также поставленные на баланс запасы минерального сырья, не востребованные рынком в условиях современной конъюнктуры цен (мусковит листовой, минеральные краски, кианитовые руды, молибден, доломиты, серно-колчеданные руды).
Активно добываются железная руда, слюда, полевой шпат, кварц, облицовочный камень, а также разнообразные строительные материалы — граниты, диабазы, мраморы. Встречаются золото, серебро, алмазы, редкоземельные металлы. Разведаны месторождения урановых руд («Карку», «Птицефабрика» — с ураном в качестве основного полезного ископаемого; «Средняя Падма», «Верхняя Падма», «Царёвское», «Космозеро», «Весеннее» — с ураном как попутным полезным ископаемым), титана, ванадия, молибдена.
Планируется промышленная разработка Пудожгорского месторождения титаномагнетитовых руд, Аганозерского месторождения хромовых руд и Шалозерского месторождения хромо-медно-никелево-платинометальных руд Бураковского массива.
В рамках «Пудожского мегапроекта» планируется доразведка, определение перспективности и, в случае положительного результата, промышленная разработка следующих объектов:
- Месторождение «Пудожгорское» (основной рудный минерал — титаномагнетит; полезными компонентами руд месторождения являются железо (Fe), титан (Ti), ванадий (V), медь (Cu), золото (Au) и металлы платиновой группы). По данным справочника «Минерально-сырьевая база РК», содержание TiO2 составляет 8,13 %, забалансовые запасы руды оцениваются в 316,689 млн т, а прогнозные ресурсы руды — в 200 млн т. Запасы меди (кат. С1+С2) оцениваются в 410 тыс. т при среднем содержании 0,13 %.
- Месторождение «Аганозерское» (хромовые руды). Запасы руд оцениваются: по категории С1 — 8,111 млн т, по категории С2 — 18,476 млн т. Прогнозные ресурсы руды по категориям P1+P2 составляют 177,546 млн т.
- Проявление «Шалозерское» (несколько проявлений) хромовых и платинометальных руд.
- Месторождение «Аганозерское-2» (никеленосные серпентиниты). Руды являются комплексными. Главными полезными компонентами руд являются никель и магний. Запасы никеля по категории С2 оцениваются в 475 тыс. т, прогнозные ресурсы по категориям P1+P2 — 7569 тыс. т.

### Гидрология
В Карелии насчитывается около 27 000 рек, из которых самые крупные: Водла (протяжённость — 149 км), Кемь (191 км), Онда (197 км), Унга, Чирка-Кемь (221 км), Ковда, Шуя, Суна с водопадами Кивач и Выг.
В республике около 60 000 озёр. В совокупности с болотами они насчитывают около 2000 км³ качественной свежей воды. Ладожское и Онежское являются самыми большими озёрами в Европе. Другие крупные озёра Карелии: Нюк, Пяозеро, Сегозеро, Сямозеро, Топозеро, Выгозеро, Юшкозеро. Так как территория Карелии располагается на Балтийском кристаллическом щите, то многие реки порожисты и нередко одеты в каменные берега.

### Флора и фауна
Фауна Карелии относительно молодая, она сформировалась после Ледникового периода. Всего на территории республики обитают 63 вида млекопитающих, многие из которых, например, ладожская кольчатая нерпа, летяга и бурый ушан занесены в Красную книгу. На реках Карелии можно увидеть хатки европейских и канадских бобров. Канадский бобр, а также ондатра, американская норка — акклиматизированные представители фауны Северной Америки. Енотовидная собака тоже не коренной обитатель Карелии, она родом с Дальнего Востока. С конца 1960-х стали появляться кабаны, в южные районы заходит косуля. Встречается медведь, рысь, барсук и волк.
В Карелии обитает 285 видов птиц, из которых 36 видов внесены в Красную книгу Карелии. Самые распространённые птицы — это врановые. Встречается боровая дичь — рябчики, тетерева, белые куропатки, глухари. Каждую весну в Карелию из тёплых стран прилетают гуси. Распространены хищные птицы: совы, ястреба, орлы-беркуты, болотные луни. Здесь обитает 40 пар редких орланов-белохвостов. Из водоплавающих: утки, гагары, кулики, множество чаек и самая крупная из нырковых уток Карелии — обыкновенная гага, ценная своим тёплым пухом.
Пресмыкающихся на территории республики всего 5 видов: гадюка обыкновенная, уж, веретеница, ящерица живородящая и ящерица прыткая.
Летом вокруг множество гнуса: комаров, мокрецов, мошек и слепней множества видов (слепень настоящий, златоглазики, дождёвки, слепень олений, слепень серый). На юге республики распространены клещи. В Карелии можно встретить редкую бабочку махаона.
Так же как и фауна, растительный мир Карелии сформировался относительно недавно — 10—15 тысяч лет назад. Преобладают хвойные леса, к северу — сосновые, южнее — и сосновые, и еловые. Основные хвойные породы: сосна обыкновенная и ель обыкновенная. Реже встречаются ель финская (наиболее часто на севере республики, хотя в определённых количествах распространена по всей Карелии), ель сибирская (преимущественно восток, но есть и в других районах республики, кроме самого юго-запада), крайне редко — лиственница сибирская (в Заонежье, в приграничных с Архангельской областью районах). Мелколиственные породы широко распространены в лесах Карелии, это: берёза пушистая, берёза бородавчатая, осина, ольха серая, некоторые виды ивы. Преимущественно в южных районах Карелии, реже — в центральных, обычно небольшими группами в долинах речек и ручьёв, на берегах озёр и во влажных, заболоченных местах встречается ольха чёрная (её отдельные местонахождения есть и в северных районах республики), а липа мелколистная, вяз шершавый, вяз гладкий, клён остролистный произрастают в основном в подлеске, отдельными деревьями или куртинами на участках с наиболее плодородными почвами в южной Карелии.
Карелия — край ягод, здесь произрастают во множестве брусника, черника, морошка, голубика, клюква, растёт в лесах малина — как дикая, так и одичавшая, иногда перебираясь из деревенских садов. На юге республики обильно растут земляника и смородина. В лесах обычен можжевельник, нередки черёмуха и крушина. Изредка встречается калина обыкновенная. На крайнем юго-западе республики (в северо-западном Приладожье) очень редко встречается и лещина обыкновенная.

### Охрана природы
В Карелии два заповедника: «Кивач» и «Костомукшский», а также Кемь-Лудский участок Кандалакшского заповедника. На их территориях проложены экологические маршруты, имеются музеи природы, осуществляется научный туризм.
В республике пять национальных парков — «Водлозерский» (частью находится в Архангельской области), «Паанаярви», «Калевальский», «Ладожские шхеры» и «Воттоваара».
В Карелии действуют два музея-заповедника — «Валаам» и «Кижи». Кроме того, в 2000-е годы был замысел создать национальные парки «Тулос» в Муезерском районе и «Койтайоки-Толваярви» на основе ландшафтного заказника «Толвоярви» в Суоярвском районе, к северу от Ладоги.

### Лес
Большую часть территории Карелии (148 000 км², или 85 %) занимает государственный лесной фонд. Лесной фонд республики Карелия имеет общий запас древесины 945,7 млн м³, из них хвойные насаждения — 826,3 млн м³. На территории Республики Карелия расположено 17 лесничеств. Работы по лесоустройству осуществляет филиал ФГУП «Рослесинфорг» обособленное структурное подразделение «Кареллеспроект» (Карельский филиал государственной инвентаризации лесов федерального государственного унитарного предприятия «Рослесинфорг»).
- Медвежьегорский район
- Лес недалеко от Петрозаводска, июнь 2021 года
- Лес в Сортавальском районе (июнь 2022 года)
- Лес на Валааме
- Зимний лес в Карелии

## История
| Период                           | Название                                                            | Примечание                                                                                                |
| -------------------------------- | ------------------------------------------------------------------- | --- |
| VII — XI вв.                     | Корела (племя)                                                      | Прибалтийско-финское племенное объединение                                                                |
| XI — XV вв.                      | Корельская земля                                                    | Историческое название территории северо-западного Приладожья, автономия в составе Новгородской республики |
| XVI — XVII вв.                   | Корельский уезд                                                     | Часть Водской пятины Новгородской земли Московского царства                                               |
| 1617 — 1721                      | Карельское герцогство                                               | Герцогство в составе Выборгского лена Шведского королевства                                               |
| 1784 — 1796                      | Олонецкое наместничество                                            | Административная единица Российской империи                                                               |
| 1801 — 1922                      | Олонецкая губерния                                                  | Административная единица Российской империи                                                               |
| 08 июня 1920 — 27 июля 1923      | Карельская Трудовая Коммуна (КТК)                                   | Автономия в составе РСФСР/СССР                                                                            |
| 25 июля 1923 — 05 декабря 1936   | Автономная Карельская Социалистическая Советская Республика (АКССР) | АССР в составе РСФСР                                                                                      |
| 05 декабря 1936 — 31 марта 1940  | Карельская Автономная Советская Социалистическая Республика (КАССР) | АССР в составе РСФСР                                                                                      |
| 31 марта 1940 — 16 июля 1956     | Карело-Финская Советская Социалистическая Республика (КФССР)        | Союзная республика в составе СССР                                                                         |
| 16 июля 1956 — 24 мая 1991       | Карельская Автономная Советская Социалистическая Республика (КАССР) | АССР в составе РСФСР                                                                                      |
| 24 мая 1991 — 13 ноября 1991     | Карельская Советская Социалистическая Республика (Карельская ССР)   | Республика в составе РСФСР                                                                                |
| 13 ноября 1991 — 12 февраля 2001 | Республика Карелия                                                  | Республика в составе РСФСР/России                                                                         |
| с 12 января 2001 года            | Республика Карелия (Карьяла)                                        | Республика в составе Российской Федерации                                                                 |

В VII веке помимо Карельского княжества формируется ещё несколько княжеств (Сайменское Карельское княжество, Выборгское Карельское княжество и Тиверское Карельское княжество), однако их формирование было прервано шведской экспансией. В результате Выборгское княжество прекратило своё существование, а Тиверское вошло в состав Карелии. К X веку Карелия становится централизованным государством, хотя в XI веке существовало ещё одно крупное карельское княжество — Саволакс.
В первой половине XIV века существовало, по словам С. И. Кочкуркиной, своеобразное «Карельское княжество», созданное Новгородом в целях укрепления северо-западных рубежей.
Также существовали непризнанные карельские государственные образования на севере республики в период военной интервенции:
- с 21.07.1919 года по 18.05.1920 года — Северокарельское государство;
- с 19.03.1920 года по 1922 года — Ухтинская республика.

С 8 июля 1937 по 25 февраля 1939 года существовал Карельский национальный округ — административно-территориальная единица СССР в составе Калининской (ныне — Тверской) области.
9 августа 1990 года Верховный Совет КАССР принял Декларацию о государственном суверенитете Карельской АССР.
В настоящее время в Финляндии имеются провинции Северная Карелия (с 1960) и Южная Карелия.
- герб Олонецкой губернии
- флаг Ухтинской республики. 1918
- Флаг Ухтинской Республики. 1920
- Герб Карело-Финской ССР
- герб Карельской АССР

## Население
Численность населения республики, по данным Росстата, составляет около 518 644 чел на 2025 г. Плотность населения — 2,87 чел./км² (2025). Городское население — 
81,48% (2022).
По предварительным итогам переписи населения России, которая прошла в октябре 2010 года, численность постоянного населения Республики Карелия по сравнению с переписью населения 2002 года уменьшилась на 71 тысячу человек и составляет 645,2 тысяч человек, в том числе 294,8 тыс. мужчин и 350,4 тыс. женщин., при этом немногим ранее публиковались данные, что на 1 января 2010 года численность постоянного населения составляла 684 195 человек.
Уменьшение численности населения отмечено во всех районах республики, но в некоторых оно особенно ощутимо. Так, население Суоярвского района сократилось на 5,2 тыс. человек, Пудожского — на 5,8 тыс., Медвежьегорского — на 6,5 тыс., а Сегежского — почти на 9 тысяч.
503,9 тыс. человек (около 78 % населения) — городские жители, оставшиеся 141,3 тыс. человек (22 %) — сельские. В Карелии, как и во многих регионах России, есть демографические проблемы. Уровень смертности в Карелии превышает уровень рождаемости почти в два раза.
По данным на 1 января 2024 года число избирателей (то есть число жителей старше 18 лет) составило 501 тыс. человек.
Этнический состав населения:
По результатам переписи 2010 года карелы стали одним из самых быстроисчезающих коренных народов России, к 2021 году эта тенденция сохранилась. С 1989 года численность карел в Карелии упала более чем в 3 раза, а с 2010 года почти в 2 раза. По итогам переписи 2021 года карелы прошли порог малочисленного народа.
|          | 1926             | 1939             | 1959             | 1970             | 1979             | 1989             | 2002             | 2010             | 2021             |
| -------- | ---------------- | ---------------- | ---------------- | ---------------- | ---------------- | ---------------- | ---------------- | ---------------- | ---------------- |
| Русские  | 153 967 (57,2 %) | 296 529 (63,2 %) | 412 773 (62,7 %) | 486 198 (68,1 %) | 522 230 (71,3 %) | 581 571 (73,6 %) | 548 941 (76,6 %) | 507 654 (82,2 %) | 407 469 (86,4 %) |
| Карелы   | 100 781 (37,4 %) | 108 571 (23,2 %) | 85 473 (13,0 %)  | 84 180 (11,8 %)  | 81 274 (11,1 %)  | 78 928 (10,0 %)  | 65 651 (9,2 %)   | 45 570 (7,4 %)   | 25 901 (5,5 %)   |
| Белорусы | 555 (0,2 %)      | 4263 (0,9 %)     | 71 900 (10,9 %)  | 66 410 (9,3 %)   | 59 394 (8,1 %)   | 55 530 (7,0 %)   | 37 681 (5,3 %)   | 23 345 (3,8 %)   | 9372 (2,0 %)     |
| Украинцы | 708 (0,3 %)      | 21 112 (4,5 %)   | 23 569 (3,6 %)   | 27 440 (3,8 %)   | 23 765 (3,2 %)   | 28 242 (3,6 %)   | 19 248 (2,7 %)   | 12 677 (2,0 %)   | 5579 (1,2 %)     |
| Финны    | 2544 (0,9 %)     | 8322 (1,8 %)     | 27 829 (4,2 %)   | 22 174 (3,1 %)   | 20 099 (2,7 %)   | 18 420 (2,3 %)   | 14 156 (2,0 %)   | 8577 (1,4 %)     | 3397 (0,72 %)    |
| Вепсы    | 8587 (3,2 %)     | 9392 (2,0 %)     | 7179 (1,1 %)     | 6323 (0,9 %)     | 5864 (0,8 %)     | 5954 (0,8 %)     | 4870 (0,7 %)     | 3423 (0,5 %)     | 2471 (0,5 %)     |
| Другие   | 2194 (0,8 %)     | 20 709 (4,4 %)   | 29 869 (4,5 %)   | 20 726 (2,9 %)   | 19 565 (2,7 %)   | 21 505 (2,7 %)   | 25 734 (3,6 %)   | 16 422 (2,7 %)   | 17 434 (3,7 %)   |

### Расселение и населённые пункты
Наиболее населённой является южная часть республики, где проживает 73 % населения и плотность составляет 8,7 человек на квадратный километр. В центральной части число жителей на один квадратный километр составило 2 человека (13 % жителей). Менее заселённым является север республики с плотностью населения 1,5 человек (14 % жителей). В целом, по республике плотность населения составила 3,6 человека на 1 км² (в 2002 г. — 4,0 человека).
По итогам переписи населения России 2010 года из 776 сельских населённых пунктов, 110 (14 %) без населения. Самый малонаселённый район республики — Калевальский, в нём зарегистрировано 5939 чел. (2023).
| №  | Название      | Образования                       | Население |
| -- | ------------- | --------------------------------- | --------- |
| 1  | Петрозаводск  | Петрозаводский городской округ    | ↘234 577  |
| 2  | Костомукша    | Костомукшский муниципальный округ | ↘25 928   |
| 3  | Кондопога     | Кондопожский район                | ↘25 295   |
| 4  | Сегежа        | Сегежский район                   | ↘23 074   |
| 5  | Сортавала     | Сортавальский район               | ↘14 787   |
| 6  | Медвежьегорск | Медвежьегорский район             | ↘11 737   |
| 7  | Кемь          | Кемский район                     | ↘9712     |
| 8  | Питкяранта    | Питкярантский район               | ↘8094     |
| 9  | Беломорск     | Беломорский район                 | ↘7407     |
| 10 | Суоярви       | Суоярвский район                  | ↘6819     |
| 11 | Пудож         | Пудожский район                   | ↘7207     |
| 12 | Олонец        | Олонецкий район                   | ↘7631     |
| 13 | Лахденпохья   | Лахденпохский район               | ↘5855     |
| 14 | Надвоицы      | Сегежский район                   | ↘5911     |
| 15 | Пиндуши       | Медвежьегорский район             | ↘3842     |
| 16 | Калевала      | Калевальский район                | ↘3417     |
| 17 | Лоухи         | Лоухский район                    | ↘3617     |
| 18 | Пряжа         | Пряжинский район                  | ↗2984     |
| 19 | Вяртсиля      | Сортавальский район               | ↘2086     |
| 20 | Муезерский    | Муезерский район                  | ↘2507     |

### Языки
Кроме русского языка, некоторые жители Республики Карелия владеют местными национальными языками: карельским, финским, вепсским. 20 апреля отмечается день карельской и вепсской письменности.

#### Статус языков Карелии
Согласно принятой в 2001 году редакции конституции, в Карелии установлен только один государственный язык — русский. Национальные языки республики преподаются в начальной школе, изучаются в ПетрГУ и в дошкольных учебных учреждениях. На них издаётся учебная и художественная литература, выходят газеты, журналы, ведутся радио и телепередачи. Центрами научного изучения языков являются Институт языка, литературы и истории Карельского научного центра РАН, факультет прибалтийско-финской филологии и культуры Петрозаводского государственного университета.
Письменности языков карелов, финнов и вепсов основаны на латинице. Языки этих народов не являются государственными в республике, поэтому на них не распространяется требование федерального закона об обязательном использовании кириллицы. Одновременно с этим, закон допускает использование в качестве государственного языка с отличной от кириллицы письменностью при условии принятия специального федерального закона, устанавливающего такое использование для конкретного случая.
Конституционный суд Российской Федерации, рассматривавший в 2004 году вопрос о введении латинского алфавита для татарского языка (см. Татарская письменность), признал право органа федеральной законодательной власти устанавливать письменную основу языков народов России и отметил, что установление единой письменной основы языков народов России (кириллицы) «обеспечивает — в целях сохранения государственного единства — гармонизацию и сбалансированное функционирование общефедерального языка и государственных языков республик». Конституционный суд отметил, что изменение графической основы допустимо, если оно «отвечает историко-культурным, социальным и политическим реалиям и интересам многонационального народа России». Решение такого вопроса республикой в одностороннем порядке может, однако, привести «к ослаблению федеративного единства и ограничению прав и свобод граждан, в том числе проживающих за пределами данной республики, для которых данный язык является родным».
Это решение Конституционного суда приостановило процесс придания карельскому языку статуса государственного. Таким образом, Республика Карелия — единственная республика в составе РФ, в которой ни один из проживающих на её территории коренных народов не имеет своего национального языка в числе государственных. Одновременно с этим, препятствиями для повышения статуса карельского языка являются низкая доля карел относительно населения других национальностей, проживающих в Карелии, и, соответственно, низкий уровень распространения карельского языка.

### Религия
В 2009 году на территории Республики Карелия были зарегистрированы 194 религиозных организации, представлявшие 18 конфессий и течений. Верующие в основном христиане: православные, лютеране и католики.
Православные Карелии объединены в Карельскую митрополию, которая включает в себя две епархии: Петрозаводскую и Карельскую епархию, Костомукшскую и Кемскую епархию.
Лютеране Карелии разделены между Церковью Ингрии (Карельское пробство: 17 приходов) и Карельской лютеранской церковью.
Католики имеют один приход Неустанной Помощи Божией Матери в Петрозаводске.
В 1997 году зарегистрирована Петрозаводская еврейская религиозная община.
В 2001 году в Карелии зарегистрирована исламская организация Духовное Управление мусульман Республики Карелия.
Активную деятельность ведут представители Церкви Иисуса Христа Святых последних дней — мормоны.
Карелия является исторической родиной старообрядческой Поморской церкви. Старообрядческая Поморская община «Выгорецкая обитель» в наше время зарегистрирована в 1997 году в Повенце.

## Государственное устройство

### Политическое устройство
Основной закон Республики Карелия — Конституция Республики Карелия. Республика Карелия, согласно действующей Конституции Республики Карелия, есть республика (государство) в составе Российской Федерации с республиканской формой правления.
Разграничение полномочий между органами власти республики и Российской Федерации установлено принятым в 1999 году законом № 184-ФЗ «Об общих принципах организации законодательных (представительных) и исполнительных органов государственной власти субъектов Российской Федерации».
Органы государственной власти Республики Карелия размещаются в Петрозаводске.

### Законодательная власть
Законодательное собрание Республики Карелия — постоянно действующий представительный и единственный законодательный орган государственной власти Республики Карелия. С 2016 года состоит из 36 депутатов, избираемых жителями республики по смешанной избирательной системе: 18 депутатов — по партийным спискам (пропорциональная система), 18 — по одномандатным округам (мажоритарная система) на основе всеобщего равного и прямого избирательного права при тайном голосовании. Срок полномочий депутатов одного созыва составляет пять лет.
Действующий 7 созыв избран в сентябре 2021 года до 2026 года. Из 36 депутатов 22 от «Единой России», 4 от КПРФ, 2 от ЛДПР, 4 от «Справедливой России», 2 от «Яблока», 1 от «Новых людей», 1 от «Партии пенсионеров». Председателем избран Элиссан Шандалович («Единая Россия»). Представителем заксобрания в Совете Федерации избран Игорь Зубарев («Единая Россия»).

### Исполнительная власть
Исполнительную власть осуществляют:
- Глава Республики Карелия — высшее должностное лицо Республики Карелия;
- Правительство Республики Карелия, возглавляемое Главой Республики — постоянно действующий высший исполнительный орган государственной власти Республики Карелия;
- иные органы исполнительной власти.

Глава Республики является высшим должностным лицом Республики Карелия. Избирается жителями республики на основе всеобщего равного и прямого избирательного права при тайном голосовании. Срок полномочий 5 лет, при этом одно лицо не может занимать должность более двух сроков подряд.
Действующий глава республики — Артур Парфенчиков (с 15 февраля 2017 назначен президентом В. В. Путиным, 10 сентября 2017 года избран на выборах от партии «Единая Россия»). Представителем в Совете Федерации назначен Александр Ракитин.

### Судебная власть
Судебная власть осуществляется федеральными судами, Конституционным Судом Республики Карелия, мировыми судьями Республики Карелия.

### Представители в Федеральном собрании
В Совете Федерации у Карелии, как и у каждого субъекта федерации, два представителя: один от законодательного собрания и один от правительства республики.
| Представитель  | Ветвь власти    | Назначивший на должность                                                                     | Должность (на момент выдвижения)                                                               | Срок полномочий                            | Должность в Совете Федерации                                             |
| -------------- | --------------- | -------------------------------------------------------------------------------------------- | ---------------------------------------------------------------------------------------------- | ------------------------------------------ | ------------------------------------------------------------------------ |
| Игорь Зубарев  | законодательная | 27 депутатов законодательного собрания 7 созыва, избранного на выборах 19 сентября 2021 года | депутат заксобрания Карелии 7 созыва, «Единая Россия»; член Совета Федерации в 2016—2021 годах | 5 лет, с 6 октября 2021 по сентябрь 2026   | член комитета по аграрно-продовольственной политике и природопользованию |
| Владимир Чижов | исполнительная  | Артур Парфенчиков, избранный главой республики на выборах 11 сентября 2022 года              | постоянный представитель РФ при Европейском союзе                                              | 5 лет, с 27 сентября 2022 по сентябрь 2027 | первый заместитель председателя комитета по обороне и безопасности       |

В Государственной думе 7 созыва в 2016—2021 годах представителями граждан, проживающих в Республике Карелия, являлись 4 депутата. На выборах 2016 года, проходившим по смешанной системе, в одномандатным избирательном округе 225 (мажоритарная система), который целиком составляла Республика Карелия, была избрана Валентина Пивненко («Единая Россия»). По партийным спискам по единому федеральному округу (пропорциональная система) в региональной группе «Ленинградская область, Республика Карелия, Мурманская область» получили мандаты 3 кандидата: Светлана Журова и Алексей Лященко от «Единой России», Игорь Ананских от «Справедливой России».

### Политические партии
На 1 марта 2010 года в Республике Карелия имели свои отделения семь российских политических партий: Единая Россия, КПРФ, Патриоты России, Справедливая Россия, ЛДПР, Яблоко и Правое дело. Также имеет своё отделение общественно-политическое движение Российский народно-демократический союз.

## Административное деление
Республика Карелия включает 18 административно-территориальных единиц, в том числе:
- 1 городской округ;
- 16 муниципальных районов в составе:
  - 21 городское поселение,
  - 85 сельских поселений.

В Республике Карелия 818 населённых пунктов, в том числе:
- 13 городов;
- 11 посёлков городского типа;
- 794 — посёлков, сёл и деревень.

В 2006 году в республике началась реализация муниципальной реформы.

## Международное сотрудничество
Республика Карелия является действительным членом Ассамблеи европейских регионов, входит в Совет Баренцева/Евроарктического региона.
Еврорегион «Карелия»
В феврале 2000 года был образован Еврорегион «Карелия» в составе Республики Карелия и региональных союзов коммун Финляндии — Северная Похьянмаа, Кайнуу и Северная Карелия. Приоритетными областями сотрудничества определены лесная отрасль, сельское хозяйство, транспорт, связь, здравоохранение, туризм, культура, охрана окружающей среды и приграничное сотрудничество.
Проект «Северное измерение»
В 2000 году на саммите ЕС был утверждён проект «Северное измерение», целью которого стало постепенное формирование консолидированной стратегии по межстрановому и межрегиональному взаимодействию на Севере Европы, включая российские северные регионы — Карелию, Республику Коми, Мурманскую, Калининградскую, Архангельскую, Вологодскую, Псковскую и Ленинградскую области, Санкт-Петербург и Ненецкий автономный округ.
Республика Карелия развивает международное культурное и экономическое сотрудничество с губерниями и союзами коммун Финляндии, шведской губернией (Вестерботтен), норвежской (Тромсё), штатом Соединённых Штатов Америки (Вермонт), воеводством Польши (Чеханово), автономной республикой Грузии (Аджария), префектурой Греции (Илия), Одесской областью Украины и Автономной Республикой Крым, Республикой Беларусь, провинцией Фуцзянь (Восточный Китай).

## Межрегиональное сотрудничество
Республика Карелия является членом Ассоциации «Северо-Запад», учреждённой в январе 1991 года представителями исполнительной и законодательной власти субъектов Российской Федерации, расположенных в пределах Северо-Западного федерального округа. В задачи Ассоциации входит совместное решение проблем, представляющих общий интерес для территории округа в сферах промышленности, сельского хозяйства, транспорта, связи, образования, здравоохранения, экологии.
Республика развивает торгово-экономическое, научно-техническое и культурное сотрудничество, в рамках отдельных Соглашений, со многими регионами Российской Федерации, в числе которых — Архангельская, Владимирская, Вологодская, Воронежская, Калининградская, Ленинградская, Липецкая, Мурманская, Нижегородская, Саратовская и Свердловская области, Республика Башкортостан, Республика Дагестан, Республика Ингушетия, Республика Коми, Республика Татарстан, города Санкт-Петербург и Москва.

## Экономика
Республика обладает промышленной базой, в которой доминируют металлургия, добыча полезных ископаемых, деревообрабатывающая отрасль и бумажная промышленность.
Распоряжением Правительства РФ от 29.07.2014 № 1398-р (ред. от 24.11.2015) «Об утверждении перечня моногородов» включены в список моногородов Российской Федерации с наиболее сложным социально-экономическим положением — Надвоицы, Пудож, Муезерский, Питкяранта, Кондопога и Суоярви, в список имеющих риски ухудшения социально-экономического положения — Сегежа, Пиндуши, Лахденпохья, Костомукша и Вяртсиля.
Город Костомукша и 4 северных района республики — Беломорский, Калевальский, Кемский, Лоухский — имеют статус районов Крайнего Севера. Города Петрозаводск и Сортавала, а также 11 районов республики — Кондопожский, Лахденпохский, Медвежьегорский, Муезерский, Олонецкий, Питкярантский, Прионежский, Пряжинский, Пудожский, Сегежский, Суоярвский — имеют статус местностей, приравненных к районам Крайнего Севера. Эти статусы предоставляют некоторые льготы людям, проживающим и работающим в этих районах.

### Промышленность
Промышленные отрасли, использующие местные природные ресурсы: лесная, деревообрабатывающая, целлюлозно-бумажная, горнодобывающая, чёрная металлургия, промышленность строительных материалов.
Отрасли, работающие на привозном сырьё: машиностроение, цветная металлургия.
Крупные предприятия:
- «Онежский судостроительно-судоремонтный завод» — строительство морских и речных судов.
- «Вяртсильский метизный завод» — проволока, гвозди.
- «Карельский окатыш» — производит железорудные окатыши.
- «Кондопога» — производит газетную бумагу.
- «Ляскельский бумажный завод».
- «Петрозаводскмаш» — химическое и бумагоделательное оборудование, оборудование для атомных электростанций, контейнеры для хранения ОЯТ.
- «Онежский тракторный завод» — тракторы типа ТЛТ-100А..
- «Сегежский ЦБК» — производство мешочной бумаги.
- «Суоярвская картонная фабрика».
- Целлюлозный завод «Питкяранта».
- «Надвоицкий алюминиевый завод».
- «Карельский комбинат».

#### Лесопромышленный комплекс
Лесопромышленный комплекс Карелии представлен 3 целлюлозно-бумажными предприятиями, 10 наиболее крупными специализированными лесопильными заводами и более 30 крупными лесозаготовительными предприятиями.
Лесопромышленный комплекс Карелии производит 28 % промышленной продукции республики. На предприятиях комплекса занято около половины всех работающих в промышленности. На долю республики приходится 24 % общероссийского производства бумаги, более трети газетной бумаги, около 67 % бумажных мешков, 3,4 % пиломатериалов.
Площадь земель лесного фонда Карелии — 14,5 млн га. Общий запас древесины составляет 970,0 млн м³. Ежегодный средний прирост — 14,2 млн м³.
Площадь лесных участков, переданных в аренду для заготовки древесины и других видов использования лесов, на 01.01.2010 г. составляет 8,9 млн га (61 % от общей площади земель лесного фонда).

#### Горнопромышленный комплекс
В республике добываются железные руды, шунгит, сырьё для производства минераловатных плит и камнелитых изделий (1 предприятие), строительный камень для производства щебня и блоков, эксплуатируются месторождения пресных и минеральных подземных вод. Ряд предприятий разрабатывают месторождения песка и песчано-гравийного материала для дорожных и строительных целей.
Структура горно-металлургического комплекса республики по объёмам реализации продукции (на 2008 г.) составляла (в % к общему объёму продукции): железные руды — 80,8 %; щебень — 17,5 %; каменные блоки — 1,4 %; шунгит — 0,3 %.

### Энергетика
По состоянию на начало 2021 года, на территории Карелии эксплуатировались 25 подключённых к единой энергосистеме электростанций общей мощностью 1178,1 МВт, в том числе 21 гидроэлектростанция и 4 тепловые электростанции, а также 8 небольших дизельных электростанций общей мощностью 3,4 МВт и пять солнечных электростанций общей мощностью в 61 кВт, расположенных в зоне децентрализованного энергоснабжения. В 2020 году они произвели 5468 млн кВт·ч электроэнергии (без учёта выработки Кумской ГЭС, находящейся на территории Карелии, но организационно входящей в энергосистему Мурманской области).
Ведущим производителем и поставщиком электрической и тепловой энергии в является ОАО «ТГК-1». В её филиал «Карельский» входят:
- Петрозаводская ТЭЦ — крупнейшая в республике, на 85 % обеспечивает теплом город Петрозаводск, с установленной мощностью в 280 МВт.
- Каскад Выгских ГЭС (5 гидроэлектростанций: Маткожненская ГЭС, Ондская ГЭС, Выгостровская ГЭС, Беломорская ГЭС, Палокоргская ГЭС), с установленной мощностью в 240 МВт.
- Каскад Кемских ГЭС (4 гидроэлектростанции: Путкинская ГЭС, Подужемская ГЭС, Юшкозерская ГЭС, Кривопорожская ГЭС), с установленной мощностью в 330 МВт.
- Каскад Сунских ГЭС (Кондопожская ГЭС и Пальеозёрская ГЭС), с установленной мощностью в 50,6 МВт.
- Группа малых ГЭС (6 гидроэлектростанций: Питкякоски ГЭС, Хямекоски ГЭС, Харлу ГЭС, Пиени-Йоки ГЭС, Суури-Йоки ГЭС, Игнойла ГЭС), с установленной мощностью в 13,1 МВт.
- Дизельная электростанция на острове Валаам.

Каскады ГЭС объединяют 17 гидроэлектростанций суммарной мощностью в 634 МВт. На них вырабатывается около 70 % производимой в республике электроэнергии.
ЗАО «Норд Гидро» принадлежит ГЭС Ляскеля.
Кроме того, целлюлозно-бумажная промышленность Республики Карелия располагает пятью теплоэлектростанциями (ТЭЦ), подключёнными к энергосистеме в качестве блок-станций:
- ТЭЦ-1 и ТЭЦ-2 ОАО «Кондопога» (г. Кондопога) с установленной мощностью в 36 МВт и 60 МВт, соответственно;
- ТЭЦ ОАО «Целлюлозный завод „Питкяранта“» с установленной мощностью в 24 МВт;
- ТЭЦ-1 и ТЭЦ-2 ОАО «Сегежский ЦБК» с установленной мощностью в 36 МВт и 24 МВт, соответственно.

Общая мощность этих электростанций — 180 МВт. Блок-станции предприятий ОАО «Кондопога», ОАО «Целлюлозный завод „Питкяранта“», ОАО «Сегежский ЦБК» в покрытии максимума нагрузки энергосистемы не участвуют, выработанная ими электроэнергия используется для производственных нужд предприятий.
Филиал ПАО «ФСК ЕЭС» Карельское предприятие магистральных электрических сетей (Карельское ПМЭС) — сетевая компания, обслуживающая электрические сети в 220—330 кВ Карельской энергосистемы. В эксплуатации Карельского ПМЭС находится 2798,65 км линий электропередачи с напряжением в 220—330 кВ, 14 подстанций с напряжением в 220—330 кВ общей трансформаторной мощностью в 5438,2 МВА. Производственной комплекс компании на территории Республики Карелия представлен 10 подстанциями 35-220-330 кВ, с установленной мощностью в 1945,1 МВА, а также линиями электропередачи 110-220-330 кВ, и линией 35 кВ на о. Валаам, введённой в эксплуатацию в 2009 году.
Филиал ПАО «Межрегиональная распределительная сетевая компания Северо-Запада» (ПАО «МРСК Северо-Запада») «Карелэнерго» — распределительная сетевая компания, осуществляющая деятельность по передаче электрической энергии и технологическому присоединению к сетям 0,4-110 кВ на территории Республики Карелия.
Протяжённость электрических сетей ЛЭП по цепям — 11424,5 км. Протяжённость ЛЭП по трассе составляет 10857,3 км, в том числе:
- ВЛ 0,4 кВ — 2457 км;
- ВЛ 6-10 кВ — 4164,8 км;
- ВЛ 35-110 кВ — 4235,5 км.

Общая протяжённость кабельных линий электропередачи — 92,1 км:
- КЛ 6-10 кВ — 36,7 км;
- КЛ 0,4 кВ — 55,4 км[91].

Муниципальные городские и сельские электрические сети и объекты теплоэнергетики и газоснабжения в основном переданы на баланс Республики Карелия. Для их эксплуатации созданы ГУП РК «КарелЭнергоХолдинг» (электроэнергетика), и ГУП РК «КарелКоммунЭнерго» (теплоэнергетика и газоснабжение).
В жилищно-коммунальной сфере основными энергоносителями в настоящее время являются продукты переработки нефти (мазут, дизельное топливо), каменный уголь и природный газ, которые поставляются для теплоснабжающих предприятий из-за пределов республики. В малых количествах используется торф.

### Транспорт
Служба легковых и грузовых перевозок существует в Петрозаводске и районных центрах Карелии. Появилась в 1930—1950-х гг. как услуга, предоставляемая государственными автопредприятиями. В 1950-х гг. существовали пригородные маршрутки, курсировавшие из Петрозаводска до населённых пунктов Прионежского района. Первая городская маршрутка в виде легковых машин «Волга» в г. Петрозаводске появилась в 1968 г. В дальнейшем в 1970—1980-х гг. Петрозаводское автотранспортное предприятие и автоколонны райцентров осуществляли движение в городах Кондопога, Костомукша, Сегежа.

#### Автодороги и железнодорожный транспорт
Из-за малой плотности населения в Карелии, дорожная сеть не является значительно разветвлённой. Протяжённость автомобильных дорог общего пользования составляет 7822 км. Асфальтированы только основные автомагистрали и небольшие участки дороги вдоль крупных населённых пунктов. Также активно ведётся строительство новых трасс и участков трасс.
Список Федеральных дорог:
- E 105 Р21 «Кола»: Ялта — Харьков — Москва — Санкт-Петербург — Олонец — Петрозаводск — Кондопога — Медвежьегорск — Беломорск — Кемь — Мурманск — Киркенес;
- А119: Вологда — Вытегра — Пудож — Повенец — Медвежьегорск;
- А121 «Сортавала»: Санкт-Петербург — Приозерск — Лахденпохья — Сортавала — «Кола (автомагистраль)»;
- 86К-8: Олонец — Сортавала — Рускеала — Вяртсиля;
- 86К-13: Питкяранта — Лоймола — Суоярви;
- А132: Суоярви — Поросозеро — Юстозеро — Медвежьегорск;
- 86К-10: Петрозаводск — Суоярви;
- А134: Кочкома — Тикша — Реболы;
- А135: Кемь — Калевала — Вокнаволок;
- 86К-127: Лоухи — Пяозерский — Суоперя
- А137: Р21 — Тикша — Ледмозеро — Костомукша — граница с Финляндской Республикой[99];
- Р17: Медвежьегорск — Пергуба — Шуньга — Толвуя — Великая Губа;
- Р19: Петрозаводск — Шёлтозеро — Вознесенье — Оштинский Погост.

Железнодорожный транспорт в Карелии — одна из важнейших составляющих инфраструктуры экономики. Это 2800 километров железнодорожных путей, около 15 тысяч высококвалифицированных рабочих, 4 отделения Октябрьской железной дороги (Мурманское, Петрозаводское, Волховстроевское, Санкт-Петербургское) и Архангельское отделение Северной железной дороги.
Бо́льшую часть железнодорожных линий Карелии обслуживает Петрозаводское отделение Октябрьской железной дороги, которое является одним из крупнейших бюджетообразующих предприятий Республики.
В 2005 году завершена электрификация северного хода Октябрьской железной дороги (участка «Свирь — Идель» линии «Санкт-Петербург — Мурманск»). Электрификация обеспечила надёжность железнодорожного сообщения промышленных центров Северо-Запада — Мурманска, Петрозаводска, Архангельска и Сыктывкара — с другими регионами России.
Эксплуатационная длина электрифицированных участков железнодорожных линий в Карелии увеличивается. Сейчас на очереди электрификация линии «Кочкома — Костомукша — Люття» с последующим пуском пассажирского и грузового движения.
С 1 января 2011 года пригородные железнодорожные перевозки осуществляет ОАО «Северо-Западная пригородная пассажирская компания» (до этого — «Карелпригород»). Электропоезда СЗ ППК работают на участках «Кемь — Свирь», «Кемь — Апатиты», «Кемь — Беломорск — Маленьга», «Сортавала — Кузнечное».

### Сельское хозяйство
В целом в Карелии неблагоприятные природно-климатические условия для ведения сельскохозяйственного производства. Агроресурсный потенциал республики сравнительно невелик: на долю обрабатываемых земель приходится лишь 1,2 % от общей площади.
Площадь сельскохозяйственных угодий составляет 219 тысяч га, около 60 % пашни расположено на подзолистых почвах различного состава.
| тыс. гектар | 67 | 82,8 | 77,3 | 66,5 | 46,9 | 38,4 | 32,5 | 27,9 |

Сельское хозяйство представлено такими отраслями, как животноводство (преимущественно молочное, а также мясное скотоводство), свиноводство, форелеводство, птицеводство, звероводство, растениеводство. Выращивают кормовые культуры. Развито пушное звероводство, рыболовство. По данным Министерства сельского, рыбного и охотничьего хозяйства Республики Карелия, в 2013 году объём выловленной рыбы и продукции товарного рыбоводства составил 116,6 тыс. тонн.

### Связь
Почтовый оператор в республике — Управление федеральной почтовой связи Республики Карелия, филиал ФГУП «Почта России».
Операторы телефонной связи и провайдеры:
- Карельский филиал ОАО «Ростелеком»;
- Интернет-провайдер «Сампо.ру» («Связьсервис»);
- Интернет-провайдер «Ситилинк»;
- Северо-западный филиал ПАО «Мегафон»;
- Северо-западный филиал ПАО «МТС»;
- «Билайн»;
- «Tele2»;
- «ПетерСтар»;
- «Петерлинк»;
- «Т-Мобайл».

### Бюджетная сфера
В 2022 году в бюджет республики поступило 75 млрд 198 млн рублей доходов. При этом расходы составили 82 млрд 202 млн рублей.
Налоговые доходы составляют большую часть бюджетных доходов и в 2008 году равнялись 64 % операционных доходов. Налоговая концентрация является относительно высокой: 10 крупнейших налогоплательщиков, преимущественно, промышленные предприятия, в 2008 году обеспечили около 38 % всех налоговых доходов.

#### Кредитные рейтинги
- Рейтинговое агентство «Эксперт РА» в 2017 году присвоило Республике Карелия кредитный рейтинг на уровне ruBB+ и дважды его подтвердило в 2018. В 2019 году рейтинг был поднят ruBBB- и с тех пор стабильно подтверждается на этом уровне два раза в год (2019—2025)[109].

### Банковский сектор
Банковские услуги населению и хозяйствующим субъектам в республике предоставляют 203 банковских учреждения.
При сохранении традиционных форм банковского обслуживания, развитие банковской инфраструктуры характеризуется расширением дистанционных каналов доступа клиентов к платёжным услугам, в том числе с использованием сети Интернет, мобильных телефонов, системы «Банк-Клиент». Кредитные организации обеспечивают различные формы вне офисного обслуживания физических лиц за счёт расширения сети программно-технических устройств: электронных платёжных терминалов, банкоматов и импринтеров, установленных в организациях торговли и услуг. Совокупное количество таких устройств составляет 3,4 тыс. единиц.
Расширение спектра банковских продуктов, предполагающих использование платёжных карт, а также инфраструктуры по их обслуживанию на предприятиях торговли и сервиса, обеспечивают рост рынка платёжных карт. Количество эмитированных банковских карт составляет 646 тысяч, в расчёте на 100 жителей республики — 101 карта.

### Туризм
В Карелии популярен традиционный активный, культурный и экологический («зелёный») виды туризма.
Карелия привлекает туристов памятниками истории и культуры, экологически чистой природой и малой плотностью населения. Карелия популярна у любителей водного туризма, путешественников на велосипедах и автомобилях, у рыбаков и охотников. По Ладожскому и Онежскому озёрам летом курсируют круизные теплоходы.
В зимнее время в Карелии есть возможность заниматься всеми видами лыжного спорта, принять участие в сафари на собачьих или оленьих упряжках, совершить путешествие на снегоходах. Туристические агентства предлагают разнообразные маршруты с осмотрами достопримечательностей, памятников истории и культуры. В январе 2012 года состоялась международная гонка на собачьих упряжках «По земле Сампо». Развивается конный туризм — любители верховой езды могут любоваться природой Карелии верхом на лошади и зимой, и летом. Популярными остаются карельские петроглифы — уникальные наскальные изображения, которым насчитывается уже около 6000 лет.
Круглый год работают санатории посёлка Марциальные воды — первого курорта России, основанного в 1719 указом Петра Первого.
Туристам, посещающим западную часть республики, объявленную пограничной зоной, следует иметь при себе удостоверение личности (общегражданские паспорта, детям — свидетельства о рождении) для возможного прохождения паспортного контроля.
- Сплав на катамаране
- Теплоход «Валаамъ» возит организованные группы паломников на Валаам от Владимирской бухты (около острова Коневец)
- Водопад Кивач на реке Суна
- Рускеальские водопады на реке Тохмайоки
- Водопад Белые мосты Юканкоски
- Ландшафт острова Кижи. Вдали виднеется церковь Преображения Господня
- Рускеальский мраморный карьер
- Побережье Национального парка «Ладожские шхеры»
- Болотный карельский пейзаж
- Гостиница «Космос» в Петрозаводске
- Гостиница «Северная» в Петрозаводске
- Вепсский музей в Шёлтозеро, показывающий традиционный дом и предметы традиционного быта
- Вепсский музей в Шёлтозеро, показывающий традиционный дом и предметы традиционного быта

## Образование и наука
В 2012/2013 учебном году в системе образования Республики Карелия работало 211 дошкольных образовательных учреждений (33 230 воспитанников), 221 общеобразовательное учреждение (65 435 учащихся), 11 учреждений начального профессионального образования (4 150 учащихся), 16 учреждений среднего профессионального образования (9 299 учащихся), 2 государственных образовательных учреждения высшего профессионального образования и 14 филиалов образовательных учреждений среднего и высшего профессионального образования. Обучение карельскому языку слабо распространено: в 1990 году он изучался в 14 школах (686 учащихся), к 1997/98 учебному году в 57 (2388 учащихся), а в 2009/10 учебном году только в 37 школах (1581 ученик).
Принята долгосрочная целевая Программа «Развитие образования в Республике Карелия в 2011—2015 годах».
Ежегодно с 2008 года проходит летний Международный молодёжный образовательный форум «Гиперборея — Битва идей».
Основу научного потенциала Республики Карелия составляют Карельский научный центр РАН и Петрозаводский государственный университет.

## Здравоохранение
В регионе Республика Карелия по данным, доступным на 2018 год, ежегодно регистрируется:
- 152 больных с ВИЧ-инфекцией;
- 2929 больных со злокачественными новообразованиями; эта категория населения получает современное и эффективное лечение в лучших клиниках региона;
- 219 пациентов больных туберкулёзом;
- 45 больных, лечащихся от наркомании;
- 1373 человек с хроническим алкоголизмом;
- 34 больных с сифилисом[119].

В 2023 году заболеваемость онкологией в Карелии составила 648 случаев на 100 тысяч населения. Это на 88 больше в сравнении с 2022 годом.
Как рассказала замглавы карельского Министерства здравоохранения Ольга Руотцелайнен, сегодня на учёте состоят более 20 тысяч человек с диагнозом «онкология».
Женщины в Карелии чаще всего болеют раком молочной железы. На втором месте — рак других новообразований кожи, а на третьем — рак ободочной кишки. Среди мужчин самый частый вид онкологии — рак предстательной железы, на второй строчке — рак бронхов, трахеи, лёгкого, на третьей — рак кожи.
В системе здравоохранения Республики Карелия действуют 24 больничных учреждения (республиканские и районные больницы), 5 диспансеров, «Республиканский центр по профилактике и борьбе со СПИД и инфекционными заболеваниями», «Республиканская станция переливания крови», 3 учреждения охраны материнства и детства, 10 амбулаторно-поликлинических учреждений, 5 учреждений здравоохранения особого типа, 7 учреждений социального обслуживания, 18 районных учреждений социальной защиты, автономное образовательное учреждение среднего профессионального образования Республики Карелия «Петрозаводский базовый медицинский колледж».
Принята региональная целевая программа «Улучшение демографической ситуации Республики Карелия на период 2008—2010 годов и до 2015 года».

## Культура
Карелия представляет собой уникальный культурный регион (ареал), на формирование которого повлияло пограничное положение между миром западным и восточным, германским и славянским, католическим и православным. Основным объединяющим фактором в процессе формирования культуры края стала православная религия.
В Республике Карелия сегодня немало делается для поддержания интересов более 100 национальностей, её населяющих, в том числе и карелов, вепсов и финнов. Зарегистрированы более 60 национальных общественных объединений: союзы, конгрессы, народные движения, автономии, общества дружбы, общества культуры. Действуют региональная целевая программа «Карелия — территория согласия», республиканская целевая программа «Государственная поддержка карельского, вепсского и финского языков», создан общественный совет, координирующий реализацию этих программ.

### Художественные промыслы и традиционные ремёсла
Кустарные промыслы Карелии, в отличие от среднерусских (Жостово, Гжель, Дымково, Гусь-Хрустальный и другие), не приобрели всероссийскую известность. В настоящее время в Республике Карелия в сфере народных художественных промыслов работает только одно производство — частная фабрика «Карельские узоры», основанная в 1929 году, и нескольких десятков индивидуальных мастеров-ремесленников, представляющих около 20 видов традиционных ремёсел.

### Изобразительное искусство
Первыми профессиональными художниками Карелии были иконописцы. В XIX в. учениками Академии художеств — уроженцами края были В. С. Пармаков (автор картин «Вид Соломенской пустыни в окрестностях г. Петрозаводска» и «Кивач»), Д. Ф. Панезеров, А. Я. Андриянов и К. В. Аккуратов]. Карелия стала источником вдохновения для многих известных художников XIX—XX веков: И. И. Шишкина, А. И. Куинджи, Н. К. Рериха.
Формирование профессиональной живописи в Карелии связано с именем Народного художника КФССР В. Н. Попова (1869—1945). В 1934 году был создан Союз художников Автономной Карельской ССР, первым председателем которого был избран Ю. О. Раутанен, с 2010 года — Карельское отделение «Союза художников России». В составе Карельского отделения действует «Объединение молодых художников и искусствоведов».
Важнейший вклад в развитие живописи и пластических искусств в целом внесли произведения: А. И. Морозова, А. И. Кацеблина, А. Стародубцева, С. Терентьева, К. Л. Буторова, А. В. Семяшкина, С. Х. Юнтунена, Б. Н. Поморцева, Г. А. Стронка, Л. Ф. Лангинена, Ф. Э. Ниеминена, Е. К. Пеховой, Т. Г. Юфы, М. Ш. Юфы, В. С. Чекмасова, М. М. Мечева, А. П. Харитонова, К. А. Гоголева, О. П. Бородкина, К. Л. Буторова, А. И. Авдышева, Э. А. Акулова, Л. Г. Давидяна, В. М. Иваненко, О. С. Юнтунена, фотожурналистов Г. А. Анкудинова, С. А. Майстермана, В. В. Трошева, резчиков по кости В. М. Баландина и Ю. Е. Пятакова, сценографов В. О. Полякова, Х. Г. Скалдиной, В. А. Скорика, ювелира Г. В. Григорьевой.
Карелия в живописи
- И. И. Шишкин, Валаам. 1860
- И. И. Шишкин, На севере диком … 1891
- А. И. Куинджи, Ладожское озеро. 1873
- А. И. Куинджи, Валаам. 1872
- Berndt Lindholm, Ладожское озеро. XX век

### Архитектура
В 1939 году по инициативе архитекторов К. Я. Гутина, Б. Н. Литинского и А. М. Митрофанова было создано Карельское отделение «Союза архитекторов СССР», с 2000 года — «Союз архитекторов Республики Карелия». В разное время руководителями Союза избирались известные республиканские архитекторы: А. Л. Лукашин, Т. В. Ковалевская, А. Р. Соломонов, Ф. И. Рехмуков, В. П. Орфинский, В. И. Антохин, Э. В. Воскресенский, А. А. Савельев, Е. Б. Фролов.
Значительный вклад в развитие архитектурно-градостроительной деятельности в республике внесли Г. А. Лобко, Г. А. Пашков, Н. И. Мазур, М. А. Широков, С. В. Лавров, В. Н. Тыквенко, Э. Ф. Андреев, Н. В. Куспак, И. И. Бергер, Н. В. Воскобович, В. П. Киселёв, Л. И. Киуру, В. А. Кузнецов, А. А. Низовцев, Н. А. Савин, В. А. Самохвалов, А. А. Борщевский, В. В. Бугашев, С. М. Ициксон, В. Н. Шевляков, А. П. Пертяков, Л. Ю. Карма.

### Музыка
В 1933 году основан Симфонический оркестр Карельской государственной филармонии. В разные годы оркестр относился к Карельскому радио и телевидению, Министерству культуры Карелии. С 1997 года оркестр работает в составе Карельской государственной филармонии.
В 1935 году основан Карельский народный Сегозерский хор (Паданы), Карельский народный Олонецкий хор «Karjalan koivu» («Карельская берёза»).
В 1936 году основан Национальный ансамбль песни и танца Карелии «Кантеле», Вепсский народный хор, Карельский народный Петровский хор.
В 1937 году основан Поморский народный хор (Медвежьегорск), в 1938 году — Карельский народный Ведлозерский хор (Ведлозеро).
В 1938 году открылось Петрозаводское музыкальное училище (ныне Петрозаводский музыкальный колледж имени К. Э. Раутио)
В 1939 году открылась Карельская государственная филармония.
В 1937 году был основан Союз композиторов Карелии. В разные годы Союз возглавляли известные карельские композиторы: Р. С. Пергамент, Л. В. Вишкарёв, К. Э. Раутио, Г.-Р. Н. Синисало, А. С. Белобородов. Ответственными секретарями избирались В. П. Синисало, Г. И. Лапчинский, А. И. Голланд, Э. Н. Патлаенко, Н. И. Самсонов. Музыковедческой секцией руководили Т. В. Краснопольская, Н. Ю. Гродницкая, В. И. Нилова. Большой вклад в развитие профессионального музыкального творчества в Карелии внесли композиторы Г. А. Вавилов, П. Б. Козинский, В. А. Кончаков, С. Г. Леончик, А. Л. Репников, Р. Ф. Зелинский, В. К. Кошелев, Б. Д. Напреев, В. В. Сергеенко, А. П. Смирнова, И. А. Субботин, В. Н. Угрюмов; музыковеды И. Н. Баранова, О. А. Бочкарёва, Ю. Г. Кон.
В 1967 году открылся Петрозаводский филиал Ленинградской государственной консерватории (ныне Петрозаводская государственная консерватория имени А. К. Глазунова).
В 1973 году Заслуженным артистом Республики Карелия Л. П. Будановым основан ансамбль Карелия-Брасс.
В 1990 году основан Карельский народный хор «Oma pajo».
В республике функционируют более двадцати детских музыкальных школ, среди которых:
- Петрозаводская детская музыкальная школа № 1 им. Синисало (открыта в 1918 году). Школа является организатором международного конкурса «Онежская волна», международного фестиваля Баренц-региона «Северное сияние», фестиваля музыки северных стран «Sankta Lucia»[132].
- Олонецкая детская музыкальная школа (открыта в 1952 году).
- Детская музыкальная школа Беломорска (открыта в 1955 году).
- Детская музыкальная школа Кондопоги (открыта в 1957 году).
- Детская музыкально-хоровая школа Петрозаводска (открыта в 1966 году)[133].
- Детская музыкальная школа Костомукши им. Г. А. Вавилова (открыта в 1977 году).
- Петрозаводская детская музыкальная школа им. Г. В. Свиридова (открыта в 1983 году)[134].
- Детская школа искусств Петрозаводска им. М. А. Балакирева (открыта в 1991 году)[135].

Музыкальные группы: семейный ансамбль Sattuma, Leo Sevets, Santtu Karhu & Talvisovat, Myllärit, ансамбль ранней музыки Drolls, ВаТаГа.

### Музеи

#### Федеральные
- Государственный историко-архитектурный и этнографический музей-заповедник «Кижи».

#### Республиканские
- Национальный музей Республики Карелия;
  - Шёлтозерский вепсский этнографический музей (филиал);
  - Музей «Марциальные воды» (филиал Национального музея РК);
- «Валаамский научно-исследовательский, церковно-археологический и природный музей-заповедник»;
- Музей изобразительных искусств Республики Карелия;
- Музей истории народного образования Республики Карелия (в составе Карельского института развития образования)[136].

- Государственный историко-архитектурный и этнографический музей-заповедник «Кижи»
- Национальный музей Республики Карелия
- Музей изобразительных искусств Республики Карелия
- Шёлтозерский вепсский этнографический музей
- Валаамский архипелаг
- Церковь апостола Петра в Марциальных водах

#### Районные и городские
- Региональный музей Северного Приладожья (Сортавальский район).
- Олонецкий национальный музей карелов-ливвиков им. Н. Г. Прилукина.
- Пудожский историко-краеведческий музей им. А. Ф. Кораблёва[137].
- Медвежьегорский районный музей.
- Питкярантский краеведческий музей им. В. Ф. Себина.
- Беломорский районный краеведческий музей «Беломорские петроглифы».
- Кемский районный краеведческий музей «Поморье».
- Кондопожский городской краеведческий музей.
- Культурно-музейный центр г. Костомукша.
- Музейный центр г. Сегежи.
- Куркиекский краеведческий центр.
- Музей промышленной истории Петрозаводска (открылся в 2011 году).

#### Частные, ведомственные, музеи предприятий
- Центр противопожарной пропаганды и общественных связей при Главном управлении МЧС России по Республике Карелия (Петрозаводск)[138].
- Морской музей «Полярный Одиссей» (открыт на территории Морского историко-культурного центра, Петрозаводск)[139].
- Детский краеведческий музей (Дворец творчества детей и юношества, Петрозаводск)[140].
- Музей истории Соломенского лесозавода им. Л. В. Серкиной[141].
- Музей почты[142].
- Школьный краеведческий музей «Карельская изба» Коткозерского сельского социокультурного комплекса (Олонецкий район, село Коткозеро)[143].
- Музей истории МВД Карелии (Петрозаводск).
- Историко-демонстрационный зал УФСБ России по Республике Карелия.
- Музей геологии докембрия Института геологии КарНЦ РАН[144].
- Музей недавнего (в одном из цехов бывшего Онежского тракторного завода)[145].

### Театры
- Музыкальный театр Республики Карелия.
- Национальный театр Республики Карелия.
- Государственный театр кукол Республики Карелия.
- Молодёжный театр «Творческая Мастерская».
- Негосударственный авторский театр «Ad Liberum».

- Музыкальный театр Республики Карелия
- Национальный театр Республики Карелия
- Государственный театр кукол Республики Карелия

### Кино
В 1973 году в Карельской АССР работало 16 кинотеатров.
В 2009 году Министерство культуры РФ разработало программу цифрового кинопоказа в городах с населением менее 500 тыс. человек, новые кинотеатры строились в торговых центрах. Сегодня из 13 городов республики кинотеатры работают во всех городах, кроме Лахденпохья.
Кинопроизводством в Карелии занимается только киностудия «Карелфильм», располагающаяся в Петрозаводске.

### Праздники
В Карелия кроме государственных праздников, отмечаемых в Российской Федерации, существуют два республиканских:
- 8 июня — День Республики, отмечаемый с 1999 года;
- 30 сентября — День освобождения Карелии от фашистских захватчиков, отмечаемый с 2009 года.

### СМИ
В 1957 году организовано Карельское отделение Союза журналистов СССР (ныне Карельское отделение Союза журналистов России). В разные годы союз возглавляли Ф. А. Трофимов, А. И. Штыков, К. В. Гнетнев, В. Н. Кирясов, В. А. Тольский, Н. Н. Мешкова, А. М. Цыганков. В 1960—1990 гг. творческая работа лучших республиканских журналистов отмечалась ежегодной премией им. К. С. Еремеева. В настоящее время, ежегодно накануне Дня российской журналистки Союз журналистов Карелии вручает две специальные премии: «За мастерство и достоинство» и «За открытость прессе».

#### Газеты[151]
- «Карелия». Выходит три раза в неделю. Учредитель: Законодательное собрание, правительство Республики Карелия[152].
- Еженедельная газета «ТВР-Панорама». Учредители: Издательский дом «ПетроПресс» и Карельская телекомпания «Ника».
- Еженедельная газета «Карельская губерния».
- Еженедельная газета «Московский комсомолец в Карелии» Учредитель: ЗАО «Редакция газеты „Московский комсомолец“».
- Еженедельная газета «Комсомольская правда в Карелии» Учредитель: Издательский дом «Комсомольская правда».
- Еженедельная газета «Аргументы и факты в Карелии». Учредитель: «Аргументы и факты».
- Еженедельная газета «Молодёжная газета Карелии» Учредитель: ОАО «Кондопога» (Кондопожский целлюлозно-бумажный комбинат).
- Еженедельная газета «Петрозаводский университет». Учредитель: Петрозаводский государственный университет.
- «Ленинская правда». Выходит два раза в месяц. Учредитель: Карельская республиканская организация КПРФ.
- «Голос» Выходит два раза в месяц. Учредитель: Объединение организаций профсоюзов Карелии.
- «Лицей» с приложением-вкладышем «Моя газета+». Выходит один раз в месяц. Учредитель: государственное учреждение Республики Карелия «Издательский дом „Карелия“».
- Газета «Карельский спорт». Выходит один раз в месяц. Учредитель и издатель: издательство «Маджестик».
- Еженедельные газеты рекламных объявлений: «Медведь» и др.

Законодательное собрание, правительство и издательство «Периодика» выпускают четыре газеты на национальных языках:
- газета «Karjalan Sanomat» («Новости Карелии») на финском языке;
- газета «Kodima» («Родная земля») на вепсском и русском языках.

совместно с региональной организацией Союз карельского народа:
- газета «Oma Mua» («Родная земля») на ливвиковском наречии карельского языка;
- газета «Vienan Karjala» («Беломорская Карелия») на собственно карельском наречии карельского языка.

В районах Карелии выходят газеты: «Новости Костомукши», «Прионежье», «Олония», «Новая Кондопога», «Беломорская трибуна», «Ладога-Сортавала», «Новости Калевалы», «Пудожский вестник», «Суоярвский вестник», «Приполярье», «Советское Беломорье», «Новая Ладога», «МуезерскЛес», «Призыв», «Наша жизнь», «Доверие», «Диалог».

#### Журналы
- «Север» — ежемесячный литературно-художественный и общественно-политический журнал на русском языке. Учредитель: правительство Карелии.
- «Carelia» («Карелия») — ежемесячный литературно-художественный журнал на финском, карельском (ливвиковское и собственно карельское наречия), вепсском языках. Учредители: Министерством по вопросам национальной политики и связям с религиозными объединениями Карелии, Ингерманландский союз финнов Карелии, Союз карельского народа, Общество вепсской культуры, издательство «Периодика».
- «Kipinä» («Искорка») — ежемесячный детский иллюстрированный журнал на финском языке. Учредители: Министерство образования Карелии и издательство «Периодика».
- «Промышленный вестник Карелии» — периодический специализированный журнал на русском языке.

#### Радио
Девять радиостанций расположены в Петрозаводске:
- «Радио Карелия» (Государственная телевизионная и радиовещательная компания «Карелия»);
- «Русское Радио на Онего»[154];
- «Авторадио-Петрозаводск»[155];
- «Радио Юность Петрозаводск»[156]. Радиостанция входит в холдинг ВГТРК;
- «Дорожное радио»[157]. Входит в медиа-холдинг «Ника»;
- «Наше радио»[158]. Входит в медиа-холдинг «Ника»;
- «Европа плюс Петрозаводск»[159];
- «Ретро Fm на Онего»;
- «Вторая волна».

Три радиостанции вещают в Костомукше:
- FM-радиостанция АО «Карельский окатыш»;
- «Местное радио»;
- Костомукшская городская радиоредакция «Радио Костомукши».

#### Телевидение
29 апреля 1959 года вступили в строй телецентр и Петрозаводская студия телевидения.
Региональные телекомпании:
- Филиал ВГТРК ГТРК Карелия;
- Автономное учреждение Республики Карелия РТК «Сампо»;
- «Ника» (ООО ТС «НКМ»);
- «ТНТ-Онего» (ООО "РИА «ТВ6 Москва-Петронет»).

На телеканале ГТРК Карелия ежедневно выходят выпуски новостей «Viestit — Karjala» на финском языке.

#### Интернет-издания
По данным социологического исследования регионального медиарынка, проведённого в октябре 2013 года, наибольшая доля СМИ Республики Карелия по количеству опубликованных материалов принадлежит интернет-изданиям — 77,3 %.
- Официальный портал органов государственной власти Республики Карелия[162];
- Интернет-журнал «Республика»[163];
- Интернет-газета «Карелия»[164];
- Интернет-газета «Столица на Онего»[165];
- «Карелинформ»[166];
- «Центр политических и социальных исследований»[167];

и другие.

## Спорт
Самый большой стадион Карелии — «Спартак» в Петрозаводске. На нём проводят игры и тренировки футбольная команда республики, команда по американскому футболу; летом занимаются легкоатлеты.
С 2013 по 2021 гг. в правительстве Республики Карелия действовало министерство спорта (ранее существовал комитет по спорту и делам молодёжи), в 2021 г. оно было объединено с министерством образования.
В Лахденпохском районе летом проводятся соревнования в классическом ралли и ралли-рейды. На Онежском озере проводится парусная Онежская регата.
В Карелии проводится традиционный международный турнир по боксу имени П. Я. Ятцерова.
В Карелии играют в хоккей с шайбой. В 1993—1994 гг. команда «Пульс» из Петрозаводска выступала во второй лиге России, в 1994—1995 гг. — в высшей лиге России, в 1997—1998 гг. — во втором дивизионе Финляндии; в 2001—2003 гг. команда «Русшина-Карелия» выступала во второй лиге Северо-Запада России, дважды став там чемпионом; в 2012 г. команда из Кондопоги «ВМФ» играла в Высшей хоккейной лиге; с 2019 гг. команда из Кондопоги играет в Национальной молодёжной хоккейной лиге.
В 2019 году в городе Кондопога открыто первое государственное училище олимпийского резерва, одним из главных направлений обучения которого является «Хоккей с шайбой».
В 2019 г. в г. Сортавале был открыт трамплин для прыжков на лыжах К-25. В Сортавале действует отделение академической гребли в рамках Спортивной школы олимпийского резерва, образованной в 2019 г.
Команды Спортивной школы № 7 г. Петрозаводска участвуют в российских и международных соревнованиях по футболу. С 2021 г. СШ-7 участвует в соревнованиях Юношеской футбольной лиги Северо-Запада России.
Сборные Карелии по флорболу участвуют в российских соревнованиях.
В Карелии проходят турниры по народной игре кююккя.
Одним из наиболее популярных соревнований в Карелии является республиканский Фестиваль спортивных игр «Онежские старты» (по зимним и летним видам спорта); в Петрозаводске проводятся чемпионаты России по зимнему плаванию и зимнему триатлону.
С 2016 года Петрозаводске существует Музей истории карельского спорта, расположенный в спортивном комплексе «Курган». Экспозиция охватывает период с 1918 по 2016 годы.
- Стадион «Спартак» в Петрозаводске
- Ледовый дворец в Кондопоге
- Музей истории карельского спорта

## Государственная граница РФ на территории Республики
Общая протяжённость Российско-финляндской государственной границы составляет 798,089 км, в том числе сухопутный участок — 661,1 км, озёрный — 101,89 км, речной — 30,106 км и обозначена 738 пограничными знаками.
В 2003 году функции Федеральной пограничной службы были переданы в ведение ФСБ России, при которой была создана Пограничная служба. В 2004 году в её составе было сформировано Пограничное управление ФСБ России по Республике Карелия.
Пограничное управление состоит из 3[уточнить] пограничных отрядов, дислоцированных в городах Костомукша (до 2012—2013 годов находился в посёлке Калевала), Сортавала и Суоярви.
В зоне контроля Пограничного управления ФСБ России по Республике Карелия находятся пункты международного пропуска:
- автомобильные: «Вяртсиля», «Люття», «Суоперя»;
- железнодорожные: «Люття», «Кивиярви»;
- аэропорт «Петрозаводск».

На территории республики расположены пять именных пограничных застав:
- «имени Героя Советского Союза И. Т. Доценко»;
- «имени Героя Советского Союза Кайманова Н. Ф.»;
- «имени старшего лейтенанта Шмагрина М. Т.[184]»;
- «имени сержанта Бусалова А. Ф.[185]»;
- «имени Петрова И. М. (Тойво Вяхя)»[186].

## Вооружённые Силы Российской Федерациина территории Республики
На территории Республики дислоцируются части Западного военного округа Министерства обороны Российской Федерации.
В Петрозаводске расположены:
- 10-я артиллерийская база вооружения (Томицы, «Первый городок»);
- 75-й военный авторемонтный завод;
- 40-й топогеодезический отряд (в/ч 42396, Первомайский проспект, д. 74), сформирована на базе 75-го военного автомобильного ремонтного завода.

Находившаяся в городе 30-я база хранения вооружения и техники (мотострелковой бригады) / 30 ОМСБр в/вр (Петрозаводск) была расформирована с 1 июня 2002 года.
Входящие в 1 Командование ВВС и ПВО (а до 2009 в 6-ю армию ВВС и ПВО):
- 159-й гвардейский Новороссийский истребительный авиаполк (6961-я авиабаза, Бесовец (Петрозаводск-15); на вооружении истребители Су-27,Су-27УБ, СУ-35;
- 170 гвардейская радиотехническая бригада Пески (Петрозаводск).

Охрану российско-финляндской границы осуществляет Пограничная служба Федеральной службы безопасности Российской Федерации. Авиация ФСБ России основывается на аэродроме «Бесовец».

## Полиция
Министерство внутренних дел по Республике Карелия входит в систему органов внутренних дел Российской Федерации и подчиняется МВД России.
Министр внутренних дел по Республике Карелия назначается указом президента Российской Федерации.
В структуру органов внутренних дел Республики Карелия входят:
- МВД по Республике Карелия;
- 18 территориальных подразделений:
  - Управление МВД России по городу Петрозаводску;
  - Отдел МВД России по Кондопожскому району;
  - Отдел МВД России по Медвежьегорскому району;
  - Отдел МВД России по Прионежскому району;
  - Отдел МВД России по Пудожскому району;
  - Отдел МВД России по Олонецкому району;
  - Отдел МВД России по Сегежскому району;
  - Отделение МВД России по Беломорскому району;
  - Отделение МВД России по Калевальскому району;
  - Отделение МВД России по Кемскому району;
  - Отделение МВД России по городу Костомукше;
  - Отделение МВД России по Лахденпохскому району;
  - Отделение МВД России по Лоухскому району;
  - Отделение МВД России по Муезерскому району;
  - Отделение МВД России по Питкярантскому району;
  - Отделение МВД России по Пряжинскому району;
  - Отделение МВД России по Сортавальскому району;
  - Отделение МВД России по Суоярвскому району;
- Петрозаводский линейный отдел МВД России на транспорте.

День создания МВД по Республике Карелия — 5 сентября 1923 года.

## Пенитенциарная система
На территории Республики Карелия в ведении Федеральной службы исполнения наказаний находятся:
- 3 исправительных колонии:
  - учреждение «Исправительная колония № 1 Управления УФСИН по Республике Карелия» в посёлке Надвоицы;
  - учреждение «Исправительная колония № 7 УФСИН по Республике Карелия» в Сегеже;
  - учреждение «Исправительная колония № 9 Управления УФСИН по Республике Карелия» в Петрозаводске;
- лечебно-исправительные учреждения:
  - лечебно-профилактическое учреждение «Республиканская больница № 2 УФСИН по Республике Карелия» в Медвежьегорске;
  - «Лечебное исправительное учреждение № 4 УФСИН по Республике Карелия» в Сегежском районе (посёлок Верхний);
- 2 следственных изолятора:
  - учреждение «Следственный изолятор № 1 УФСИН по Республике Карелия» в Петрозаводске;
  - учреждение «Следственный изолятор № 2 УФСИН по Республике Карелия» в Сегеже;
- учреждение «Уголовно-исполнительная инспекция УФСИН по Республике Карелия».

### Комментарии
1. ↑  Русский язык является единственным государственным языком Республики Карелия.
2. ↑  Пользуются государственной поддержкой[4], не относясь при этом к государственным языкам республики.